# Хасимото, Сэйко
Сэ́йко Хасимо́то (яп. 橋本 聖子, англ. Seiko Hashimoto-Исидзаки; род. 5 октября 1964 года) — японская конькобежка и велогонщица, а также государственная деятельница. Участница четырёх зимних Олимпийских игр в конькобежном спорте и трёх летних Олимпийских игр в велоспорте. Участвовала в семи Олимпийских играх. При этом Сэйко потребовалось для этого всего 12 лет — уникальный случай в истории Олимпийских игр. Бронзовая призёр зимней Олимпиады 1992 года, 2-кратная призёр чемпионатов мира, 8-кратная чемпионка Азии, обладательница Кубка мира, 22-кратная чемпионка Японии. Выступала за "Fuji Kyuko" с 1983 года.

## Биография
Сэйко Хасимото родилась за 5 дней до открытия летних Олимпийских игр 1964 года в Токио, поэтому отец назвал её в честь олимпийского факела (сэйко по-японски). Она начала кататься на коньках в возрасте 3-х лет, а после того как увидела своими глазами факел на зимней Олимпиаде 1972 года в Саппоро, когда училась в 1-м классе начальной школы, захотела поехать на Олимпиаду. Сэйко попросила своего отца присоединиться к группе спортивных мальчиков во 2-м классе начальной школы, и всерьёз занялась конькобежным спортом. Однако, когда она училась в 3-м классе, у неё заболели почки, и лечение с восстановлением сил продолжалось примерно до начала летних каникул в 4-м классе.

### Конькобежный спорт

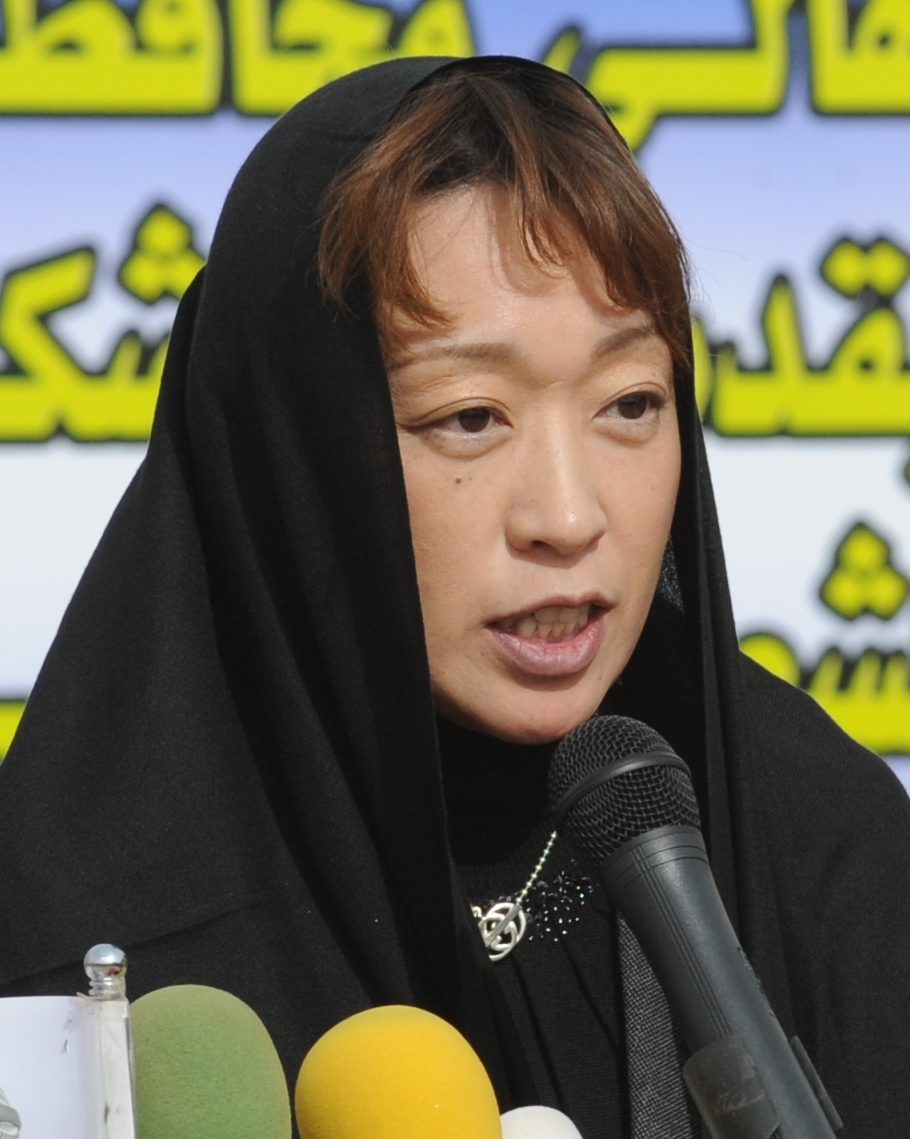

Сэйко с 1978 года выступала на юниорском чемпионате Японии и в 1981 году заняла 2-е место в многоборье, после чего была самым молодым первокурсником, выступившим в составе национальной сборной Японии на чемпионате мира в классическом многоборье, где заняла 18-е место. На спринтерском чемпионате мира заняла 11-е место.
В 1982 году выиграла чемпионат Японии в спринтерском и классическом многоборьях и стала третьей на чемпионате мира среди юниоров. На чемпионате мира в спринте стала 14-й, а на чемпионате мира в классическом многоборье заняла 17-е место.
Через год она вновь выиграла чемпионат Японии в многоборье, заняла 14-е место на чемпионате мира в классическом многоборье и стала серебряным призёром в многоборье на чемпионате мира среди юниоров. В 1984 году после побед на чемпионате Японии в обоих многоборьях вновь финишировала 14-й на чемпионате мира в классическом многоборье и 13-й на чемпионате мира по спринту. На своих первых зимних Олимпийских играх в Сараево Сэйко участвовала на всех четырёх дистанциях (500, 1000, 1500, 3000 м). Лучшим результатом стало 11-е место на 500 м.
На чемпионатах Японии ей не было равных с 1984 и по 1992 год, когда в спринте стала 2-й, но в многоборье осталась также первой. В 1985 году Сэйко заняла 7-е место как на чемпионате мира в классическом многоборье, так и на спринтерском чемпионате мира. Она стала чемпионкой зимних Азиатских игр 1986 года на дистанциях 500 и 1500 м, заняла 6-е место на чемпионате мира в классическом многоборье и впервые поднялась на 4-е место на чемпионате мира по спринту. А через год уже финишировала 4-й на чемпионате мира в классическом многоборье и 5-й на спринтерском чемпионате мира.
На зимних Олимпийских играх в Калгари была знаменосцем сборной на церемонии открытия и участвовала на всех дистанциях программы, была 5-й на 500 и 1000 м, 6-й на 1500 и 5000 м, 7-й на 3000 м. На чемпионате мира по спринту вновь стала 4-й, но уже через год завоевала первую бронзовую медаль чемпионате мира в спринтерском многоборье. В феврале 1989 года заняла 6-е место на чемпионате мира в классическом многоборье. В 1990 году вновь стала чемпионкой зимних Азиатских игр в Саппоро, победив на всех четырёх дистанциях (500, 1000, 1500, 3000). В том же году стала обладателем Кубка мира на дистанции 1000 м, а также серебряным призёром чемпионата мира в классическом многоборье в Калгари и заняла 4-е место на чемпионате мира по спринту.
В 1991 году Сэйко в очередной раз поднялась на 4-е место на чемпионате мира в классическом многоборье, а на чемпионате мира в спринте была дисквалифицирована. На зимних Олимпийских играх в Альбервиле в 1992 году завоевала свою первую и единственную олимпийскую медаль, став третьей на дистанции 1500 метров. Также заняла 5-е место в беге на 1000 м, 9-е на 5000 м и 12-е на 500 и 3000 м.
Следом на чемпионате мира в классическом многоборье в Херенвене стала бронзовым призёром. На спринтерском чемпионате мира заняла 8-е место. В 1993 году на чемпионате Азии выиграла дистанции 500 м и 3000 м и заняла 2-е место в забеге на 1000 м. Выиграла чемпионат Японии в многоборье и заняла 4-е место на чемпионате мира в классическом многоборье.
В 1994 году вновь она выиграла чемпионат Японии в многоборье, заняла 14-е место на чемпионате мира по спринту и на своих 4-х зимних Олимпийских играх в Лиллехаммере заняла лучшее 7-е место в забеге на 3000 м, 8-е на 5000 м, 9-е на 1500 м и 21-е на 1000 м. В том же году завершила карьеру конькобежца.

## Велоспорт
Участвовала в соревнованиях по трековому велоспорту на Олимпийских играх 1988 года в Сеуле, 1992 года в Барселоне и 1996 года в Атланте. Лучшее достижение — 11-е место в индивидуальной гонке преследования на 3000 метров в Барселоне.

## Политическая деятельность

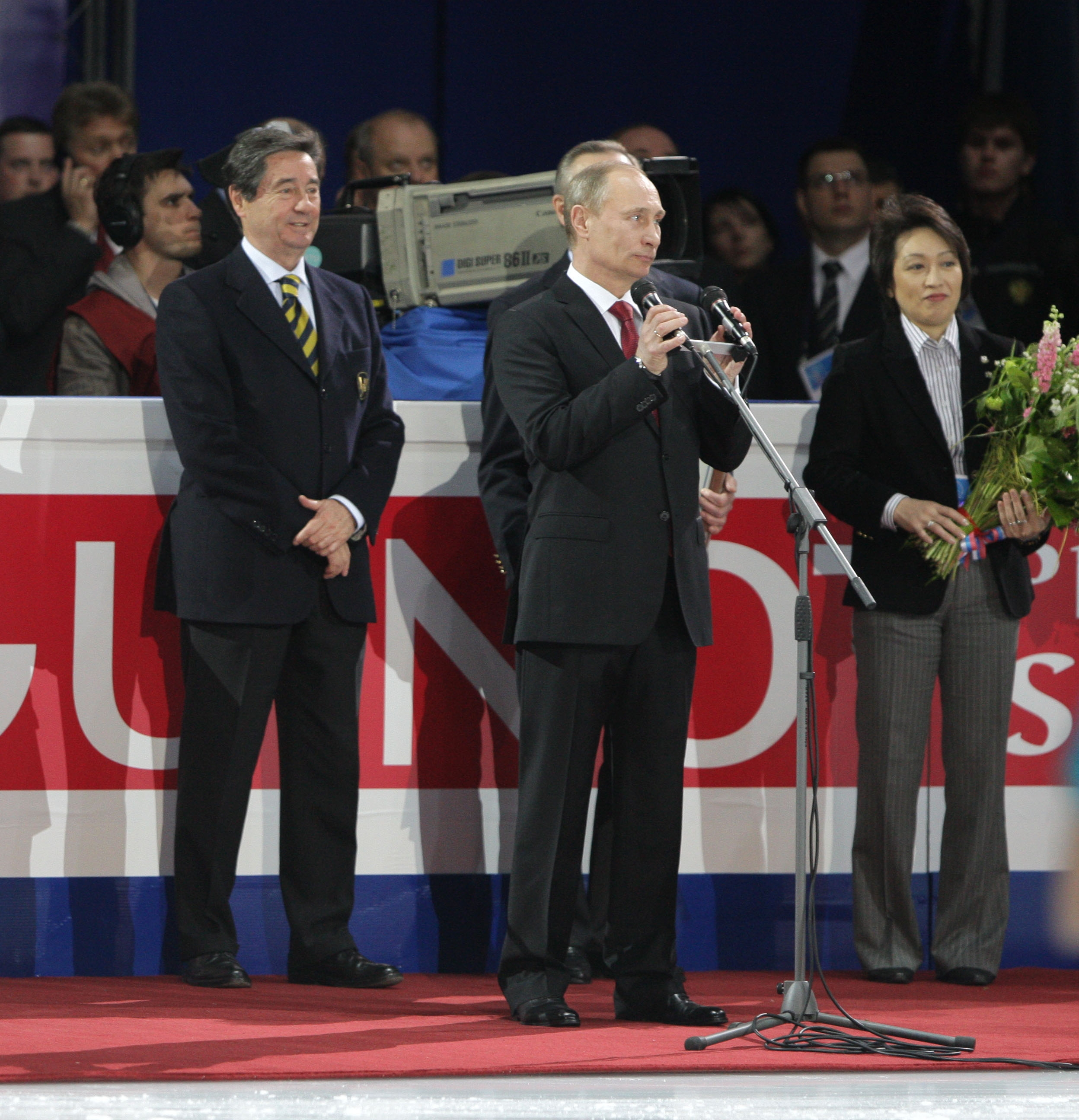
Оттавио Чинкванта, Владимир Путин и Сэйко Хасимото на церемонии открытия чемпионата мира по фигурному катанию 2011 года

В 2008 году вошла в команду Таро Асо (также участника Олимпийских игр) и была назначена заместителем министра иностранных дел Японии, пост занимала до отставки Асо в сентябре 2009 года. Президент союза конькобежцев Японии. С 1995 года является членом Палаты советников Японии от Либерально-демократической партии Японии. В 2012 году избрана Председателем Политического совета ЛДП в Палате советников. а с 2016 года Председатель Генеральной ассамблеи членов ЛДП в Палате советников. С сентября 2019 по февраль 2021 входила в правительство как государственный министр по токийским Олимпийским и Паралимпийским играм 2020 года. С 18 февраля 2020 года — председатель оргкомитета летних Олимпийских игр 2020 года, назначена после отставки Ёсиро Мори. В марте 2021 года назначена президентом Олимпийских игр.

## Личная жизнь
Сэйко Хасимото в 1983 году окончила среднюю школу Томакомаи Университета Комадзавы. Вышла замуж за охранника парламента в 1998 году. У неё шестеро детей, включая троих приёмных. Она родила своего первенца в 2000 году, за несколько месяцев до Олимпийских игр в Сиднее, и решила назвать её "Сэйко", точно также, как назвал её отец. Она совмещала семейную и трудовую жизнь и лоббировала открытие парламентских яслей в 2010 году, что позволило другим женщинам пойти по её стопам.

## Награды
- 1985 год - удостоена Почётной награды гражданина Хоккайдо.
- 1986 год - награждена женской спортивной премией "Avon".
- 1986 год - награждена спортивной премией Асахи.
- 1988 год - награждена спортивной премией Хоккайдо Симбун.
- 1988 год - удостоена Почётной награды префектуры Яманаси.
- 1989 год - награждена премией "ЮНЕСКО" за честную игру Японии.
- 1994 год - награждена премией министра образования.
- 2021 год - награждена премией МОК "Женщины и спорт"[8].